# Деренталь
Деренталь (нем. Derental) — община в Германии, в земле Нижняя Саксония.
Входит в состав района Хольцминден. Подчиняется управлению Боффцен. Население составляет 691 человек (на 31 декабря 2010 года). Занимает площадь 9,23 км².
| Год  | Население |
| ---- | --------- |
| 1990 | 694       |
| 1995 | 768       |
| 2000 | 759       |
| 2005 | 747       |
| 2010 | 697       |